# أبو بكر سادو
أبو بكر سادو (بالفرنسية: Boubakary Sadou)‏ (7 سبتمبر 1982 بالكاميرون - ) هو لاعب كرة قدم كاميروني في مركز الوسط. شارك مع منتخب رواندا لكرة القدم. أما مع النوادي، فقد لعب مع النادي الأهلي ونادي الجيش الوطني الرواندي ونادي النهضة وSahel FC ‏.